# Berlin-Tegels flygplats

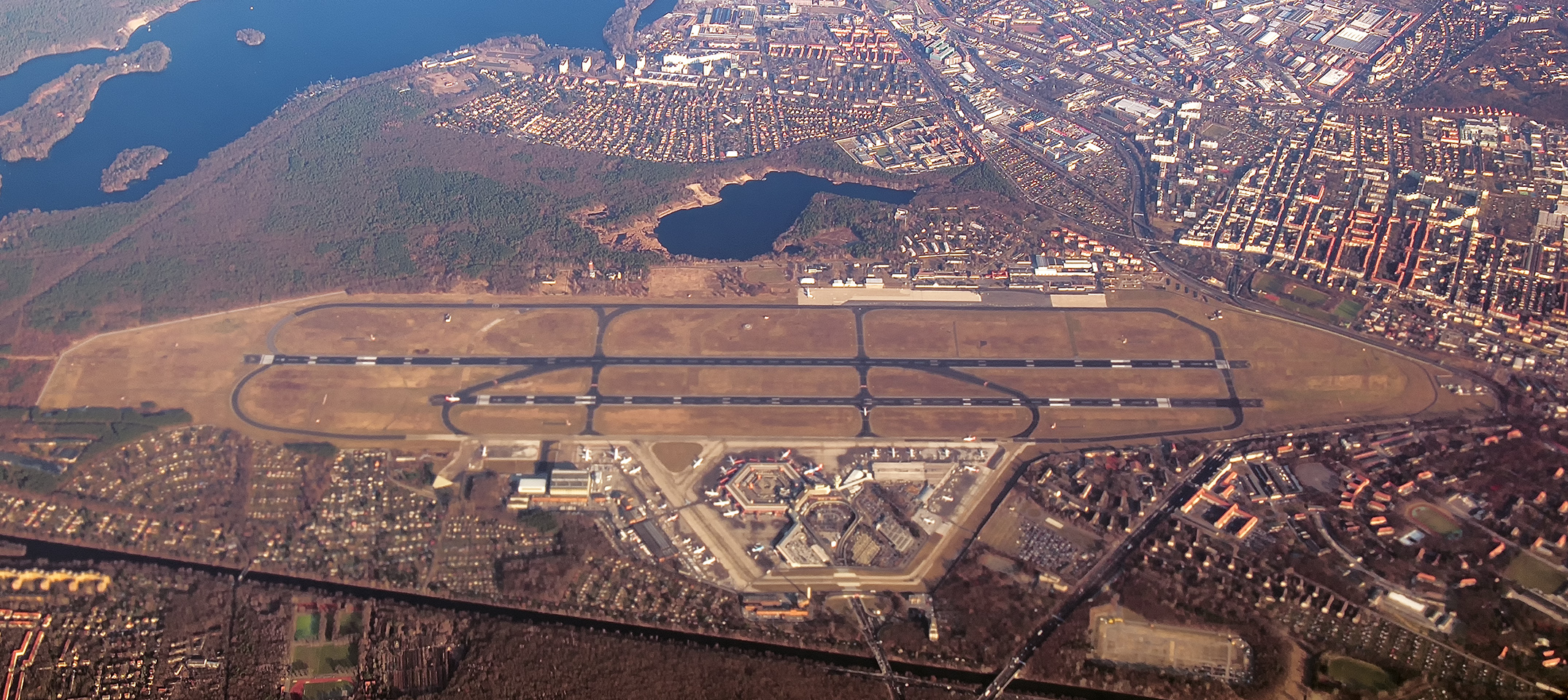
Berlin-Tegels flygplats sedd från luften.

Berlins flygplatser.

Berlin-Tegels flygplats (IATA: TXL, ICAO: EDDT) (tyska: Flughafen Tegel "Otto Lilienthal"), även Berlin International Airport, är en tidigare storflygplats i Berlin. Den stängdes år 2020, förutom en mindre del som används för militära ändamål. Flygplatsen är belägen åtta kilometer nordväst om centrala Berlin. Den är namngiven efter den tyska flygpionjären Otto Lilienthal. 
Berlin-Tegels flygplats trafikerades år 2019 av 24 227 570 passagerare, året innan flygplatsen stängde.

## Historik
Flygplatsen, som ligger i stadsdelen Tegel, öppnades 1930 som en plats för raketavfyrningar. Innan dess hade det varit olika former av militärt övningsområde. I samband med Berlins luftbro under Berlinblockaden 1948–1949 byggdes Tegel under två månader ut för att bli ett alternativ till Tempelhof. I december 1948 invigdes den nya flygplatsen som då hade Europas längsta start- och landningsbana (2428 m; trots det var den på 60-talet för kort för interkontinental trafik). Först 1960 började man med civil flygtrafik. Eftersom Västberlin formellt (till 1990) var ockuperat, fick bara amerikanska, brittiska och franska flygbolag trafikera flygplatsen, ändå gick de flesta flyg inrikes i Västtyskland. Arkitekttävling om en ny terminal 1965 (terminal A) vanns av två nyexaminerade arkitekter Meinhard von Gerkan och Volkwin Marg. I genomförandet bildade den framgångsrika byrån Gerkan, Marg und Partner (gmp). 1969–1974 följde en utbyggnad av den civila delen av Tegel, som ett led i att kunna ta emot jetflygplan och blev efter utbyggnaden den dominerande flygplatsen för civilflyget till Västberlin. Tegel tog över som Västberlins storflygplats då Tempelhof, närmare Berlins centrum, helt skulle inriktas på militärt flyg. Flygplatsen hade 21 miljoner passagerare 2016. Terminal C och D byggdes efter år 2000.
Trots att Tegel utvecklades starkt efter 1990, till att bli Berlins viktigaste flygplats, så var planen att lägga ner trafiken efter att den nya storflygplatsen Berlin Brandenburg (BER) tagits i drift, vilket skedde 31 oktober 2020. Då flygplatsbygget försenades med många år fick Tegel provisoriskt fungera som Berlins huvudflygplats trots den otillräckliga kapaciteten och omoderna terminalbyggnader. Från den 1 november 2020 flyttas den reguljära passagerartrafiken till BER, och därefter kommer från den 7 november endast en mindre del av flygplatsen för militär- och regeringsflyg vara i drift.

## Terminaler
Huvudterminalbyggnaden A byggdes som en hexagon i två plan, omkring ett öppet utrymme för nära tillgång till taxistation och korttidsparkering. Senare tillkom även Terminal C med separata säkerhetskontroller, som främst användes av Air Berlin. Under 2000-talet blev terminalernas kapacitet otillräcklig men de kom trots detta att drivas vidare under kraftig trängsel och kapacitetsproblem i många år, i väntan på att det kraftigt försenade bygget av Berlin Brandenburgs flygplats skulle färdigställas.

## Urban Tech Republic
Flygplatsen omvandlas till ett företags- och forskningsdistrikt med namnet Urban Tech Republic. Flygplatsområdet kommer att få 1 000 stora och små företag med 20 000 anställda som arbetar med forskning, utveckling och produktion. Mer än 2 500 studenter kommer att flytta in i den tidigare terminalbyggnaden tillsammans med det prestigefyllda Berliner Hochschule für Technik University.

## Anslutningar
Numera trafikerar endast buss linje 109 till hållplatsen Tegel Urban Tech Republic.